# アンドロメダ座ミュー星
アンドロメダ座μ星（アンドロメダざミューせい、μ Andromedae、μ And）は、アンドロメダ座にある恒星である。視等級は3.87で、肉眼でみることができる。年周視差に基づいて計算した、地球からアンドロメダ座μ星までの距離は、約130光年である。アンドロメダ座の中でのμ星の位置は、β星（ミラク）、ν星の間にあり、アンドロメダ銀河（M31）を探す上で手掛かりとなる恒星である。

## 特徴
アンドロメダ座μ星のスペクトル型は、A5 VのA型主系列星である。質量は太陽の2.3倍、半径は太陽の3倍になる。光度は太陽の約42倍、表面温度は8,222Kで、白色のA型星の特徴に当てはまる。年齢は6億年と推定され、自転速度は75km/sと比較的高速である。
ジョン・ハーシェルは、アンドロメダ座μ星が四重星であることを発見した。元々のアンドロメダ座μ星をA星として、52秒離れた13等級のB星、29秒離れた11等級のC星、260秒離れた11等級のD星が記録されている。その後の観測から、B・C・D星はA星と固有運動が異なり、見かけだけの重星であることがわかった。

## 名称

### 中国語
中国では、足を意味する奎宿（拼音: Kuí Sù）という星官が、アンドロメダ座μ星と、アンドロメダ座η星、うお座65番星、アンドロメダ座ζ星、アンドロメダ座ε星、アンドロメダ座δ星、アンドロメダ座π星、アンドロメダ座ν星、アンドロメダ座β星、アンドロメダ座σ星、うお座τ星、うお座91番星、うお座υ星、うお座φ星、うお座χ星、うお座ψ1星から形作られる。アンドロメダ座μ星そのものは、奎宿八 （拼音: Kuí Sù bā）、つまり奎宿の8番星と呼ばれている。